# Renato Corti
Pour les articles homonymes, voir Corti.
Renato Corti, né le 1er mars 1936 à Galbiate dans la province de Lecco en Lombardie et mort le 12 mai 2020 à Milan, est un prélat catholique italien, évêque émérite de Novare à partir de 2011 et cardinal à partir de 2016.

## Biographie

### Famille, jeunesse et formation
Renato Corti nait le 1er mars 1936 à Galbiate, dans la province de Lecco en Lombardie. Après sa scolarité élémentaire, il rejoint le séminaire diocésain de Milan.

### Prêtre
Renato Corti est ordonné prêtre pour l'archidiocèse de Milan le 28 juin 1959 par le cardinal Giovanni Battista Montini qui devint Pape sous le nom de Paul VI en juin 1963.
Après avoir exercé comme vicaire paroissial jusqu'en 1967, il est directeur spirituel du collège archiépiscopal de Gorla Minore puis directeur spirituel du séminaire de Saronno à partir de 1969. En 1977, il devient recteur de ce séminaire.
En novembre 1980, Mgr Carlo Maria Martini, archevêque de Milan, le nomme vicaire général.

### Évêque
Le 30 avril 1981, Jean-Paul II le nomme évêque titulaire de Zallata et évêque auxiliaire de Milan. Il est consacré le 6 juin suivant par Mgr Martini.
Le 16 décembre 1990, il est transféré au siège épiscopal de Novare dans le Piémont, charge à laquelle il renonce pour limite d'âge le 24 novembre 2011.
Spécialiste d'Antonio Rosmini, fondateur de l'Institut de la Charité, il est un prédicateur reconnu en Italie. Jean-Paul II fait appel à lui pour prêcher les exercices spirituels de la curie romaine  durant le carême 2005. Dix ans plus tard, François lui demande de préparer les méditations du chemin de croix du Vendredi saint au Colisée.
Entre 2005 et 2015, il fut vice-président de la Conférence épiscopale italienne.

### Cardinal
Renato Corti est créé cardinal avec seize autres prélats lors du consistoire du 19 novembre 2016 par le pape François qui lui attribue le titre de Santi Giovanni  a Porta Latina. Âgé de plus de 80 ans, il n'a pas qualité d'électeur en cas de conclave.
Il a été installé dans sa paroisse cardinalice le 14 mai 2017.

### Mort
Le cardinal Corti est mort le 12 mai 2020 à l'âge de 84 ans, à Milan dans le collège des Oblats des Saints Ambroise et Charles où il résidait depuis 2011,.